# 茂卢
茂卢是缅甸实皆省杰沙县因多鎮區下辖的一个镇。该镇位于瑞保—密支那公路沿线，与克钦邦接壤，设有一个主要的火车站。2018年，该镇由村组升格为因多镇区的第二个镇。该镇位于克钦邦与实皆省交界处，是一个重要的交通枢纽。

## 历史
2021年爆发的缅甸内战期间，该镇于2023年12月被克钦独立军和全缅学生民主阵线的联合部队在“1027行動”中攻占，阻断了缅甸国防军向克钦邦运送部队的关键通道。尽管大多数居民逃离了该镇，但联合部队和当地人民防衛軍成员于12月中旬开始实施“人民政权”，将该镇划分为六个新的街区，每个街区由两人管理。在攻占该镇后，缅甸国防军继续部署缅甸空军对该镇进行攻击和轰炸，阻止平民返回该镇。
2024年2月22日，缅甸国防军发动攻势，夺回该镇。